# Koji Yoshinari
Koji Yoshinari (吉成 浩司 Yoshinari Kōji?,  nacido el 19 de mayo de 1974 en Tokushima) es un exfutbolista japonés. Jugaba de centrocampista y su último club fue el Otsuka Pharmaceutical de Japón.

## Trayectoria

### Clubes
| Club                  | País  | Año         |
| --------------------- | ----- | ----------- |
| Gamba Osaka           | Japón | 1997        |
| Otsuka Pharmaceutical | Japón | 1998 - 2003 |